# 饶鲁 (巴西)
饶鲁（葡萄牙語：Jauru）是巴西马托格罗索州的一个市镇。总面积1217.48平方公里，总人口10760人，人口密度8.8人/平方公里。